# Kiekie barrantesi
Espèce
Kiekie barrantesi est une espèce d'araignées aranéomorphes de la famille des Ctenidae.

## Distribution
Cette espèce est endémique du Costa Rica. Elle se rencontre dans les provinces de San José, d'Alajuela, d'Heredia et de Cartago.

## Description
Le mâle holotype mesure 27,00 mm et la femelle paratype 35,18 mm, les mâles mesurent de 27,00 à 34,09 mm et les femelles de 26,89 à 36,50 mm, les mâles mesurent de  à mm et les femelles de  à mm.

## Systématique et taxinomie
Cette espèce a été décrite par Hazzi et Hormiga en 2024.

## Étymologie
Cette espèce est nommée en l'honneur de Gilbert Barrantes Montero.

## Publication originale
(mai 2024).
- Hazzi & Hormiga, 2024 : « Systematics, distribution patterns and historical biogeography of the Central America wandering spider genus Kiekie Polotow & Brescovit, 2018 (Araneae: Ctenidae). » PeerJ, vol. 12, no e17242, p. 1-55 (texte intégral).